# 方劑歌訣
中醫的一個方劑往往由許多味中藥組成，不易記誦和活用，因此有一些醫家或學者就編纂了一些歌訣，用以幫助初學者入門。

## 歷代的方劑歌訣
- 清·汪昂：《湯頭歌訣》
- 清·陳修園：《長沙方歌括》與《金匱方歌括》

## 外部連結
- The Qi 中醫常識 - 方劑歌訣 （页面存档备份，存于）（繁體中文）
- 尊生堂中醫診所 - 湯頭歌訣（繁體中文）
- 《中医内科学》方剂歌诀 （页面存档备份，存于）（简体中文）
- 中华康网 - 方剂歌诀（简体中文）

## 數據庫
- 中藥方劑圖像數據庫 Chinese Medicine Formulae Images Database （页面存档备份，存于） 香港浸會大學中醫藥學院 (中文, 英文)